# 原子論理式
原子論理式（げんしろんりしき、英: atomic formula）または素論理式（そろんりしき）は、それを構成する部分論理式を持たない論理式である。何をもって原子論理式とするかは論理体系による。たとえば命題論理における原子論理式は命題変数である。
原子論理式は論理システムにおける最も単純な論理式である。論理式はまず全ての原子論理式を示し、次に論理式から論理式を形成するルールを与えるという帰納的な方法によって定義される（再帰的定義）。複数の原子論理式から構成される論理式を複合論理式という。
例として命題論理に関する論理式の定義を示す
1. 任意の命題変数 p は論理式（かつ原子論理式）である
2. 任意の論理式 A が与えられたとき、その否定 ￢A は論理式である
3. 任意の論理式 A と B が与えられたとき、連言 A ∧ B ("A かつ[2] B ") は論理式である
4. 任意の論理式 A と B が与えられたとき、選言 A ∨ B ("A または[3] B ")は論理式である
5. 任意の論理式 A と B が与えられたとき、含意 A ⇒ B ("A ならば[4] B ")は論理式である